# Родригес, Хуан Антонио
Хуан Родригес (исп. Juan Rodríguez; род. 1 апреля 1982, Малага, Андалусия) — испанский футболист, игравший на позиции опорного полузащитника.

## Клубная карьера
Хуан Родригес родился в Малаге, Андалусия, и вырос в молодёжной команде «Малаги». Первый матч за основной состав он сыграл в начале сезона 2003/04, выйдя на замену 28 сентября в матче против «Эспаньола». Всего в том сезоне он появился на поле дважды и, главным образом, выступал за резервную команду «Малага»-В в Сегунде. В следующем году он закрепился в основном составе, став бесспорным игроком стартового состава и забив пять голов в своём первом полном сезоне.
В 2006 году «Малага» вылетела из Примеры, и Родригес присоединился к «Депортиво Ла-Корунья», подписав с клубом 13 июля 2006 года контракт, по которому он зарабатывал 600 тысяч евро за сезон. В «Депортиво» Родригес получал меньше игрового времени из-за высокой конкуренции: в опорной зоне галисийцев играли Роберто Акунья, Альдо Душер и Лионель Скалони.
Тем не менее Родригес регулярно появлялся в стартовом составе на различных позициях в полузащите (103 матча и 6 голов в последние три года выступлений). В конце июня 2011 года, после вылета «Депортиво» в Сегунду, 29-летний Хуан Родригес подписал на правах свободного агента контракт с «Хетафе» на четыре года.